# La Fille du Père Noël (téléfilm)
Pour l’article homonyme, voir La Fille du Père Noël.
Série
La Fille du Père Noël 2 : Panique à Polaris
(2009)
Pour plus de détails, voir Fiche technique et Distribution.
La Fille du Père Noël (Santa Baby) est un téléfilm de Noël américain réalisé par Ron Underwood et diffusé le 10 décembre 2006 sur ABC Family. Une suite a été tournée sous le nom de La Fille du Père Noël 2 : Panique à Polaris.
Il existe aussi un autre film avec le même titre, de Tibor Takacs, avec John Dye, Kathy Ireland, Mary Donnelly-Haskell, produit en 2001.

## Synopsis
Mary Class est une brillante femme d'affaires. Depuis toujours, elle cache un secret : c'est la fille du père Noël. Lorsque son père subit une crise cardiaque, elle part à Polaris reprendre les rênes mais rien ne se passera comme prévu.

## Fiche technique
- Titre original : Santa Baby
- Réalisation : Ron Underwood
- Scénario : Garrett Frawley et Brian Turner
- Musique : Misha Segal (en)
- Durée : 86 minutes
- Pays : États-Unis

## Distribution
- Jenny McCarthy (VF : Laura Blanc) : Mary Claus
- Lynne Griffin : Mme Claus
- George Wendt : Santa Claus
- Kandyse McClure : Donna Campbell
- Michael Moriarty (VF : Jean-Jacques Nervest) : T. J. Hamilton
- Tobias Mehler (en) : Grant Foley
- Ivan Sergei (VF : Adrien Antoine) : Luke Jessup
- Richard Side : Gary, l'elfe
- Lyle Edge : Street Santa
- Sykes Powderface : Sven
- Shannon Tuer : le réceptionniste

## Accueil
Le téléfilm a été vu par environ 4,7 millions de téléspectateurs lors de sa première diffusion.